# Alue Naga
Alue Naga is een bestuurslaag in het regentschap Banda Aceh van de provincie Atjeh, Indonesië. Alue Naga telt 1201 inwoners (volkstelling 2010).